# Jarosław Stolarczyk
Jarosław Piotr Stolarczyk (ur. 20 marca 1972 w Łodzi) – polski polityk i przedsiębiorca, poseł na Sejm VI kadencji, w latach 2022–2024 zastępca szefa Kancelarii Senatu.

## Życiorys
W 1996 uzyskał magisterium z pedagogiki na Wydziale Nauk o Wychowaniu Uniwersytetu Łódzkiego. Również na UŁ ukończył studia podyplomowe z zakresu marketingu i zarządzania. Zajął się prowadzeniem działalności gospodarczej w ramach firmy z branży recyklingowej, działał w Stowarzyszeniu Przedstawicieli Przedsiębiorstw Recyklingu i Łódzkiej Izbie Przemysłowo-Handlowej. Założył także Europejską Fundacją Przedsiębiorczości Regionalnej. W 2004 był uczestnikiem reality show Wyprawa Robinson emitowanego w telewizji TVN.
W 2005 złożył deklarację przystąpienia do Platformy Obywatelskiej. W wyborach parlamentarnych w 2007 kandydował do Sejmu z ostatniego miejsca na liście PO w okręgu łódzkim, uzyskując 4379 głosów. Mandat posła VI kadencji objął 19 czerwca 2009 w miejsce Joanny Skrzydlewskiej, która została wybrana do Parlamentu Europejskiego. W wyborach w 2011 bez powodzenia ubiegał się o reelekcję (również z ostatniego miejsca listy PO).
Przez trzy lata kierował przedsiębiorstwem Miejskie Sieci Cieplne w Zduńskiej Woli. W 2020 powołany na pełnomocnika prezydent Łodzi Hanny Zdanowskiej do sprawy poprawy czystości i porządku w mieście. W 2022 został zastępcą szefa Kancelarii Senatu. W 2024 zakończył pełnienie tej funkcji.